# Wenatchee (Washington)
Wenatchee je grad u američkoj saveznoj državi Washington. Prema popisu stanovništva iz 2010. u njemu je živjelo 31.925 stanovnika.